# Vejlby Nord Station
Vejlby Nord Station var en jernbanestation i Vejlby på Lemvigbanen.
|  | Denne artikel om stationen Vejlby Nord Station kan blive bedre, hvis der indsættes et (bedre) billede. Du kan hjælpe ved at afsøge Wikimedia Commons for et passende billede eller uploade et godt billede til Wikimedia Commons iht. de tilladte licenser og indsætte det i artiklen. |

56°34′57″N 8°8′32″Ø / 56.58250°N 8.14222°Ø